# El Duí
El Duí, o Ribera del Duí, és un torrent de la Catalunya del Nord, d'orientació sud - nord, tot i que es decanta en el tram final cap al nord-est. És a la comarca del Rosselló, totalment dins del terme comunal de Cotlliure,
Travessa el terme de Cotlliure des de prop, sud-est, del santuari de la Mare de Déu de la Consolació fins al port vell de Cotlliure, on té la desembocadura justament entre el Castell Reial de Cotlliure i la vila vella.